# Amphoe Mueang Chainat
 (octobre 2023).
Si vous disposez d'ouvrages ou d'articles de référence ou si vous connaissez des sites web de qualité traitant du thème abordé ici, merci de compléter l'article en donnant les références utiles à sa vérifiabilité et en les liant à la section « Notes et références ».
Mueang Chainat (เมืองชัยนาท) est le district (amphoe) principal de la province de Chainat, située au centre de la Thaïlande.
Le district est divisé en 9 tambon et 81 muban. Il comprenait environ 72 000 habitants en 2008.